# Bravo TV
Bravo TV (Eigenschreibweise: BRAVO TV) war eine Musiksendung für Jugendliche, die von 1985 bis 1986 und von 1993 bis 2007 im Fernsehen und 2010 im Internet ausgestrahlt wurde. Es war ein Ableger der Jugendzeitschrift Bravo.

## Hintergrund und Inhalt
Das Sendeformat wurde von dem früheren Bravo-Fotografen Wolfgang Heilemann entwickelt. Das Jugendmagazin beinhaltete ähnliche Rubriken wie die Druckausgabe der Zeitschrift Bravo. Feste Bestandteile waren Charts, Interviews und Berichte über prominente Gäste, Aufklärungsthemen (Dr. Sommer) sowie ein Wunschvideo am Ende der Sendung.

## Geschichte
Die Sendung wurde von Ende Januar 1985 bis Dezember 1986 auf Sat.1 und von Mai 1993 bis Dezember 2002 sonntagnachmittags auf RTL II ausgestrahlt. Am 1. Februar 2003 übernahm das ZDF die Sendung, die im Dezember 2004 aufgrund schlechter Einschaltquoten eingestellt wurde.
Nach einer längeren Pause startete Bravo TV wieder am 5. November 2005 auf ProSieben. Moderiert wurde die nun nur noch 30-minütige Sendung von Sänger Ben. Zunächst war der Sendeplatz Samstagnachmittag, ab dem 19. März 2006 Sonntagmittag gegen 12 Uhr. Am 20. August 2006 übernahm Gülcan Kamps die Moderation der Sendung, bis diese am 27. Mai 2007 erneut eingestellt wurde.
Am 10. Oktober 2010 um 15 Uhr wurde eine neue Ausgabe von Bravo TV auf bravo.de und dem Social Network schülerVZ ausgestrahlt. Moderiert wurde die Sendung von Nela Panghy-Lee. Die Ausgabe war mit etwas mehr als 17 Minuten deutlich kürzer als die bisher im Fernsehen ausgestrahlten Bravo-TV-Ausgaben, beinhaltete jedoch alle bisher bekannten Rubriken. Nach nur vier veröffentlichten Ausgaben ging Bravo TV mit der Ausgabe vom 31. Oktober 2010 in eine verfrühte Winterpause, aus der das Format seitdem nicht mehr zurückgekehrt ist.

## Moderatoren
Die Bravo-TV-Moderatoren waren:
- Ursula Karven (1985) mit Mark (1985/1986)
- Ixi (1985/1986)
- Kristiane Backer (16. Mai 1993 – 6. August 1995)
- Heike Makatsch (13. August 1995 – 25. August 1996)
- Jasmin Gerat (1. September 1996 – 24. August 1997)
- Lori Stern (31. August 1997 – 15. November 1998)
- Nova Meierhenrich mit Kerstin Kramer und Florian Walberg (22. November 1998 – 24. Oktober 1999)
- Enie van de Meiklokjes (31. Oktober 1999 – 14. Oktober 2001)
- Jörg Bernardy, Co-Moderator (1. Januar 2001 – Oktober 2001)[11][12]
- Laurent Daniels (2000, Bravo TV extra)
- Collien Fernandes und Sebastian Höffner (21. Oktober 2001 – 29. Dezember 2002)
- Annett Fleischer (2003–2004)
- Vanida Karun (Fiktion und Moderation, ZDF, 5. Januar 2003 – 28. Dezember 2003)
- Mia Aegerter (4. Januar 2004 – 5. Dezember 2004)
- Ben (5. November 2005 – 1. Juli 2006)
- Gülcan Karahancı (20. August 2006 – 27. Mai 2007)
- Nela Panghy-Lee (10. Oktober 2010 – 31. Oktober 2010)